# Bonus Baby
Bonus Baby (кор. 보너스베이비, стилизовано как BONUSbaby) — южнокорейская женская группа, образованная под руководством Maroo Entertainment в декабре 2016 года.
Группа состоит из пяти участниц: Мунхи, Гаын, Чеён, Доён и Гаон. Они дебютировали 1 января 2017 года с синглом «Мы» (кор. 우리끼리). На момент дебюта они были самой молодой женской группой в Корее. Две старших участницы прежде состояли в группе myB, которая распалась в 2016 году. 10 сентября 2018  макнэ группы Коню покинула группу по причине проблем с учёбой.

## Предебют
Maroo Entertainment объявило, что создаст новую группу из шести участниц. Мунхи и Гаын раньше были участницами группы myB, также образованной Maroo Entertainment. Мунхи была трейни JYP Entertainment.

### 2017 – настоящее время
1 января 2017 года группа дебютировала в музыкальной программе Inkigayo (SBS) с синглом «Me».
10 сентября Коню покинула  группу. В настоящий момент группа не расформирована, но на перерыве.

## Участницы
- Мунхи (кор. 문희), настоящее имя: Чхве Мун Хи (кор. 최문희), род. 25 апреля 1997 г. в Кванмёне. Позиции: главный рэпер, ведущий вокалист, ведущий танцор, лицо группы.
- Хаюн (кор. 하윤), настоящее имя: Чон Ха Юн (кор. 정하윤), род. 21 ноября 1998 г. в Ульсане. Позиции: ведущий вокалист, саб-танцор.
- Чехён (кор. 채현), настоящее имя: Пак Че Хён (кор. 박채현), род. 29 сентября 1999 г. в Намвоне. Позиции: главный вокалист, ведущий рэпер, ведущий танцор, вижуал, лидер.
- Даюн (кор. 다윤), настоящее имя: Ан Да Юн (кор. 안다윤), род. 20 ноября 1999 г. в Инчхоне. Позиции: саб-вокалист, саб-танцор.
- Гаон (кор. 가온), настоящее имя: Гон Га Он (кор. 범가온), род. 9 марта 2001 г. в Кодже. Позиции: главный танцор, ведущий вокалист, макнэ.  Бывшие участницы:
- Гоню (кор. 공유), настоящее имя: Ли Гон Ю (кор. 이공유), род. 11 мая 2001 г. в Кванджу. Позиции: главный вокалист, ведущий танцор, вижуал, макнэ.

## Дискография

### Сингловые альбомы
| № | Детали альбома                                                       | Треклист                                  |
| - | -------------------------------------------------------------------- | ----------------------------------------- |
| 1 | Мы (우리끼리) - Дата выпуска: 1 января 2017                          | 1. 우리끼리 муз. видео 2. 우리끼리 (inst) |
| 2 | Если я стану взрослой (어른이 된다면) - Дата выпуска: 20 апреля 2017 | 1. 어른이 된다면 муз. видео               |